# Pseudanaesthetis densepunctata
Pseudanaesthetis densepunctata är en skalbaggsart som beskrevs av Stefan von Breuning 1954. Pseudanaesthetis densepunctata ingår i släktet Pseudanaesthetis och familjen långhorningar. Inga underarter finns listade i Catalogue of Life.